# Anna Maiques
Anna Maiques i Dern (Barcelona, 3 september 1967) is een Spaans hockeyster.
Maiques werd met de Spaanse ploeg in 1992 in eigen land olympisch kampioen.

## Erelijst
- 1990 – 5e Wereldkampioenschap in Sydney
- 1992 –  Olympische Spelen in Barcelona